# Franz Tinnefeld
Franz Hermann Tinnefeld (* 19. Februar 1937 in Düsseldorf) ist ein deutscher Byzantinist.

## Leben
1962 wurde Tinnefeld mit der Arbeit Untersuchungen zur altlateinischen Ueberlieferung des I. Timotheusbriefes. Der lateinische Paulustext in den Handschriften D E F G und in den Kommentaren des Ambrosiaster und des Pelagius an der Universität Bonn promoviert. 1971 erfolgte mit der Arbeit Kategorien der Kaiserkritik in der byzantinischen Historiographie von Prokop bis Niketas Choniates seine Habilitation an der Universität München für Byzantinistik. 1974 wurde er zum Universitätsdozenten, 1986 zum außerplanmäßigen Professor für Byzantinistik an der Universität München ernannt. 2002 trat er in den Ruhestand.

## Veröffentlichungen
Monographien
- Untersuchungen zur altlateinischen Überlieferung des I. Timotheusbriefes. Der lateinische Paulustext in den Handschriften D E F G und in den Kommentaren des Ambrosiaster und des Pelagius. Wiesbaden, Harrassowitz 1963 (= Dissertation).
- Kategorien der Kaiserkritik in der byzantinischen Historiographie von Prokop bis Niketas Choniates. Fink, München 1971 (= Habilitationsschrift).
- Die frühbyzantinische Gesellschaft. Struktur, Gegensätze, Spannungen. Fink, München 1977, ISBN 3-7705-1495-5.
- mit Klaus-Peter Matschke: Die Gesellschaft im späten Byzanz. Gruppen, Strukturen und Lebensformen. Böhlau, Köln; Weimar; Wien 2001, ISBN 3-412-10199-0.

Übersetzungen
- Demetrios Kydones: Briefe. Übers. und erl. von Franz Tinnefeld. Bisher 4 Bde., Hiersemann, Stuttgart, 1981–2003 (Bibliothek der griechischen Literatur).
- Nikephoros Gregoras: Rhomäische Geschichte. In Fortsetzung der Arbeit von Jan Louis van Dieten übers. und erl. von Franz Tinnefeld. In sechs Teilen. Hiersemann, Stuttgart, 1973–2007 (Bibliothek der griechischen Literatur).